# Jan Karger
Jan Karger (Praga, 20 settembre 1940) è un allenatore di pallacanestro ceco, fino al 1992 cecoslovacco.

## Carriera
Ha guidato la Cecoslovacchia ai Giochi olimpici di Seul 1988, ai Campionati mondiali del 1986 e a due edizioni dei Campionati europei (1985, 1987).
Ha inoltre allenato la Rep. Ceca ai Campionati europei del 1997.